# Enrico XVI di Baviera-Landshut
Enrico XVI di Wittelsbach detto il Ricco (Rocca di Burghausen, 1386 – Landshut, 30 luglio 1450) fu Duca di Baviera-Landshut dal 1393.
Era figlio di Federico e di sua moglie Maddalena Visconti, una delle figlie di Bernabò Visconti. Enrico XVI fu il primo di tre duchi di Baviera che si guadagnarono l'appellativo di il Ricco e che regnarono sui territori di Baviera-Landshut nel XV sec.

## Biografia
Alla morte del padre Enrico e il fratello Giovanni erano ancora minorenni e tra la madre Maddalena e i duchi di Baviera-Ingoltadt e di Baviera-Monaco si aprì una disputa su chi dovesse assumere la loro tutela, la controversia terminò con l'assegnazione a Maddalena (25 settembre 1395) del governo del ducato. 
Alla morte di Maddalena (17 luglio 1404) Enrico, divenuto maggiorenne, assunse il governo influenzato però da alcuni nobili locali che lo spinsero a scialacquare risorse e ad uno stile di governo vessatorio nei confronti della popolazione di Landshut. Il consiglio cittadino ricordò ad Enrico che sotto il governo di Ludovico il Bavaro e di Stefano II di Baviera la popolazione aveva ottenuto libertà e diritti e che se questi non fossero stati confermati si sarebbe richiesto l'intervento del sovrano Roberto del Palatinato.
Il duca invitò quattro dei membri più influenti del consiglio cittadino nella sua residenza, il castello di Trausnitz a Landshut, una fortificazione di notevoli dimensioni. Qui dopo un lauto pasto li fece imprigionare e solo dopo aver confessato tutti i nomi di coloro coinvolti nella rivolta i quattro furono liberati, espulsi dal ducato e i loro averi sequestrati dal feroce duca (1408). Questo provocò una sollevazione della cittadinanza di Landshut che nel 1410 venne repressa nel sangue.
Enrico fece ingrandire e rimodernare il castello di Trausniz costringendo però la moglie Margherita d'Asburgo e figli a vivere nella più modesta Rocca di Burghausen e vietando loro le visite a Landshut se non in occasioni particolari.
Il suo governo fu caratterizzato dalle continue controversie con i cugini, in particolare con Ludovico VII di Baviera-Ingolstadt che al ritorno da un lungo soggiorno a Parigi presso la sorella Isabella avanzò pretese mettendo in discussione la divisione della Baviera del 1392 in cui riteneva che la sua linea avesse ottenuto meno degli membri della casata. Enrico riuscì a prevalere in questo conflitto alleandosi con forze contrarie a Ludovico nella Società del Parrocchetto nel 1414 e poi nella Lega di Costanza nel 1415.
Nel 1425, in seguito alla morte dell'ultimo discendente della linea dei duchi di Monaco-Straubing il conflitto si riaccese, nella successiva ripartizione di questo ducato imposta dall'imperatore ad Enrico venne assegnata la facoltosa area di Vilshofen. A fronte dell'aumento del patrimonio autorizzò l'edificazione della Collegiata di San Martino a Landshut.
Nel conflitto sorto nel 1436 in seguito all'assassinio di Agnes Bernauer da parte del duca Ernesto di Baviera-Monaco Enrico si schierò con Ernesto contro il figlio di questi, Alberto III di Baviera e Ludovico VII di Baviera-Ingolstadt suo alleato. Quando nel 1443 quest'ultimo venne imprigionato dal figlio, Ludovico il gobbo e poi consegnato ad Enrico questi lo tenne prigioniero fino alla morte nel 1447 appropriandosi poi, contro quelle che erano le regole successorie, di tutta l'eredità della linea Ingolstadt.
Alla sua morte Enrico XVI lasciò un ducato con un'estensione molto più ampia di quella iniziale e notevoli ricchezze, frutto di un'amministrazione molto attenta alle finanze locali. 
Venne sepolto nella cripta di famiglia nell'abbazia cistercense di Seligenthal a Landshut.

## Matrimonio e successione
Dal matrimonio con Margherita d'Asburgo, la coppia ebbe sei figli dei quali solo tre raggiunsero l'età adulta:
- Giovanna (1413-1444), sposò Ottone I del Palatinato-Mosbach;
- Ludovico (1417-1469), duca di Baviera-Lanshut;
- Elisabetta, sposò Ulrico V di Württemberg.

## Ascendenza
|                                |                  |                           | Genitori                 |  |  | Nonni |  |  | Bisnonni              |  |  | Trisnonni                  |  |
|                                |                  |                           |                          |  |  |       |  |  | Ludovico IV il Bavaro |  |  | Ludovico II del Palatinato |  |
|                                |                  |                           |                          |  |  |       |  |  | Ludovico IV il Bavaro |  |  | Ludovico II del Palatinato |  |
|                                |                  | Matilde d'Asburgo         |                          |  |  |       |  |  | Ludovico IV il Bavaro |  |  |                            |  |
| Stefano II di Baviera          |                  |                           |                          |  |  |       |  |  | Ludovico IV il Bavaro |  |  |                            |  |
|                                |                  | Beatrice di Slesia-Glogau | Bolko I di Schweidnitz   |  |  |       |  |  |                       |  |  |                            |  |
|                                |                  | Beatrice di Slesia-Glogau | Bolko I di Schweidnitz   |  |  |       |  |  |                       |  |  |                            |  |
|                                |                  | Beatrice di Slesia-Glogau | Beatrice del Brandeburgo |  |  |       |  |  |                       |  |  |                            |  |
| Federico di Baviera-Landshut   |                  | Beatrice di Slesia-Glogau |                          |  |  |       |  |  |                       |  |  |                            |  |
|                                |                  | Federico III d'Aragona    | Pietro III d'Aragona     |  |  |       |  |  |                       |  |  |                            |  |
|                                |                  | Federico III d'Aragona    | Pietro III d'Aragona     |  |  |       |  |  |                       |  |  |                            |  |
|                                |                  | Federico III d'Aragona    | Costanza II di Sicilia   |  |  |       |  |  |                       |  |  |                            |  |
| Isabella d'Aragona             |                  | Federico III d'Aragona    |                          |  |  |       |  |  |                       |  |  |                            |  |
|                                |                  | Eleonora d'Angiò          | Carlo II d'Angiò         |  |  |       |  |  |                       |  |  |                            |  |
|                                |                  | Eleonora d'Angiò          | Carlo II d'Angiò         |  |  |       |  |  |                       |  |  |                            |  |
|                                |                  | Eleonora d'Angiò          | Maria d'Ungheria         |  |  |       |  |  |                       |  |  |                            |  |
| Enrico XVI di Baviera-Landshut |                  | Eleonora d'Angiò          |                          |  |  |       |  |  |                       |  |  |                            |  |
|                                | Stefano Visconti | Matteo I Visconti         |                          |  |  |       |  |  |                       |  |  |                            |  |
|                                | Stefano Visconti | Matteo I Visconti         |                          |  |  |       |  |  |                       |  |  |                            |  |
|                                | Stefano Visconti | Bonacossa Borri           |                          |  |  |       |  |  |                       |  |  |                            |  |
| Bernabò Visconti               | Stefano Visconti |                           |                          |  |  |       |  |  |                       |  |  |                            |  |
|                                |                  | Valentina Doria           | Bernabò Doria            |  |  |       |  |  |                       |  |  |                            |  |
|                                |                  | Valentina Doria           | Bernabò Doria            |  |  |       |  |  |                       |  |  |                            |  |
|                                |                  | Valentina Doria           | Eliana Fieschi           |  |  |       |  |  |                       |  |  |                            |  |
| Maddalena Visconti             |                  | Valentina Doria           |                          |  |  |       |  |  |                       |  |  |                            |  |
|                                |                  | Mastino II della Scala    | Alboino della Scala      |  |  |       |  |  |                       |  |  |                            |  |
|                                |                  | Mastino II della Scala    | Alboino della Scala      |  |  |       |  |  |                       |  |  |                            |  |
|                                |                  | Mastino II della Scala    | Beatrice da Correggio    |  |  |       |  |  |                       |  |  |                            |  |
| Beatrice della Scala           |                  | Mastino II della Scala    |                          |  |  |       |  |  |                       |  |  |                            |  |
|                                |                  | Taddea da Carrara         | Jacopo I da Carrara      |  |  |       |  |  |                       |  |  |                            |  |
|                                |                  | Taddea da Carrara         | Jacopo I da Carrara      |  |  |       |  |  |                       |  |  |                            |  |
|                                |                  | Taddea da Carrara         | Elisabetta Gradenigo     |  |  |       |  |  |                       |  |  |                            |  |
|                                |                  | Taddea da Carrara         |                          |  |  |       |  |  |                       |  |  |                            |  |